# Görmin
Görmin är en kommun och ort i Landkreis Vorpommern-Greifswald i förbundslandet Mecklenburg-Vorpommern i Tyskland.
Kommunen ingår i kommunalförbundet Amt Peenetal/Loitz tillsammans med kommunerna Loitz och Sassen-Trantow.